# Cuttura
Cuttura est une ancienne commune française située dans le département du Jura, en région Bourgogne-Franche-Comté. Elle dépend de la nouvelle commune de Coteaux du Lizon.
Les habitants de Cuttura sont appelés les Cutturasiens et Cutturassiennes.

## Histoire
Cuttura trouve son origine à la création d'un prieuré au Ve siècle ; elle s'est développée au XIXe siècle avec l'essor de la tournerie.

## Environnement
Le village, situé dans un amphithéâtre dominant la vallée du Lison, jouit d'une vue étendue sur les montagnes environnantes.
Un lac de barrage, alimenté par le Lison, lieu calme et champêtre, est apprécié des pécheurs et des promeneurs.
Plusieurs sentiers de randonnée permettent de découvrir les sites de Cuttura : belvédère du Jai, dominant le plateau du Lison, fontaines rénovées aux Auges ou à la Fontanette, réservoir de captage sur la Cheneaux, gorges du Lison et pont Vieux récemment rénové enjambant la rivière.
Le site Natura 2000, plateau du Lizon, en partie sur la commune nouvelle, héberge de nombreuses espèces animales et végétales protégées.
Son calme, sa douceur de vivre, son exposition plein sud et son ensoleillement ont valu à la commune le surnom de petit Nice.
Le 1er janvier 2017, Cuttura fusionne avec Saint-Lupicin pour former la commune nouvelle de Coteaux du Lizon.

## Politique et administration
| Période   | Période   | Identité         | Étiquette | Qualité       |
| --------- | --------- | ---------------- | --------- | ------------- |
| vers 1864 |           | Monneret         |           |               |
| mars 2001 | mars 2008 | Serge Guichon    |           |               |
| mars 2008 | En cours  | Jean-Louis David | DVD       | Fonctionnaire |

## Nom des habitants
Le gentilé des habitants est Cutturassien ; leur surnom est Queuvettes.

## Démographie
L'évolution du nombre d'habitants est connue à travers les recensements de la population effectués dans la commune depuis 1793. À partir du 1er janvier 2009, les populations légales des communes sont publiées annuellement dans le cadre d'un recensement qui repose désormais sur une collecte d'information annuelle, concernant successivement tous les territoires communaux au cours d'une période de cinq ans. 
Pour les communes de moins de 10 000 habitants, une enquête de recensement portant sur toute la population est réalisée tous les cinq ans, les populations légales des années intermédiaires étant quant à elles estimées par interpolation ou extrapolation. Pour la commune, le premier recensement exhaustif entrant dans le cadre du nouveau dispositif a été réalisé en 2005,.
En 2014, la commune comptait 327 habitants, en évolution de −6,03 % par rapport à 2009 (Jura : −0,23 %, France hors Mayotte : +2,49 %).
| 1793 | 1800 | 1806 | 1821 | 1831 | 1836 | 1841 | 1846 | 1851 |
| ---- | ---- | ---- | ---- | ---- | ---- | ---- | ---- | ---- |
| 353  | 346  | 362  | 402  | 440  | 450  | 455  | 428  | 388  |

| 1856 | 1861 | 1866 | 1872 | 1876 | 1881 | 1886 | 1891 | 1896 |
| ---- | ---- | ---- | ---- | ---- | ---- | ---- | ---- | ---- |
| 328  | 305  | 315  | 325  | 314  | 303  | 291  | 307  | 310  |

| 1901 | 1906 | 1911 | 1921 | 1926 | 1931 | 1936 | 1946 | 1954 |
| ---- | ---- | ---- | ---- | ---- | ---- | ---- | ---- | ---- |
| 278  | 302  | 282  | 236  | 235  | 227  | 211  | 199  | 173  |

| 1962 | 1968 | 1975 | 1982 | 1990 | 1999 | 2005 | 2010 | 2014 |
| ---- | ---- | ---- | ---- | ---- | ---- | ---- | ---- | ---- |
| 162  | 170  | 159  | 178  | 242  | 345  | 365  | 335  | 327  |

## Lieux et monuments
- Pont (XVIIIe s), près du lieu-dit « sur Forgeat », inscrit à l'IGPC depuis 1996[8] ;
- Fermes (XVIIIe-XIXe s), inscrites à l'IGPC depuis 1996[9],[10] ;
- Demeure (XXe s), dite « Petit Château », inscrit à l'IGPC depuis 1996[11] ;
- Gorges du Lison.

Début 2017, la commune est « réputée sans clochers ».